# Neitijärvi
Neitijärvi är en sjö i Finland. Den ligger i kommunen Kemijärvi i landskapet Lappland, i den norra delen av landet, 700 km norr om huvudstaden Helsingfors. Neitijärvi ligger 148,8 meter över havet. Den är 4,85 meter djup. Arean är 69,9 hektar och strandlinjen är 6,81 kilometer lång. Sjön  ingår i Kemi älvs huvudavrinningsområde. 